# Umberto Mariani
 (juillet 2022).
Si vous disposez d'ouvrages ou d'articles de référence ou si vous connaissez des sites web de qualité traitant du thème abordé ici, merci de compléter l'article en donnant les références utiles à sa vérifiabilité et en les liant à la section « Notes et références ».

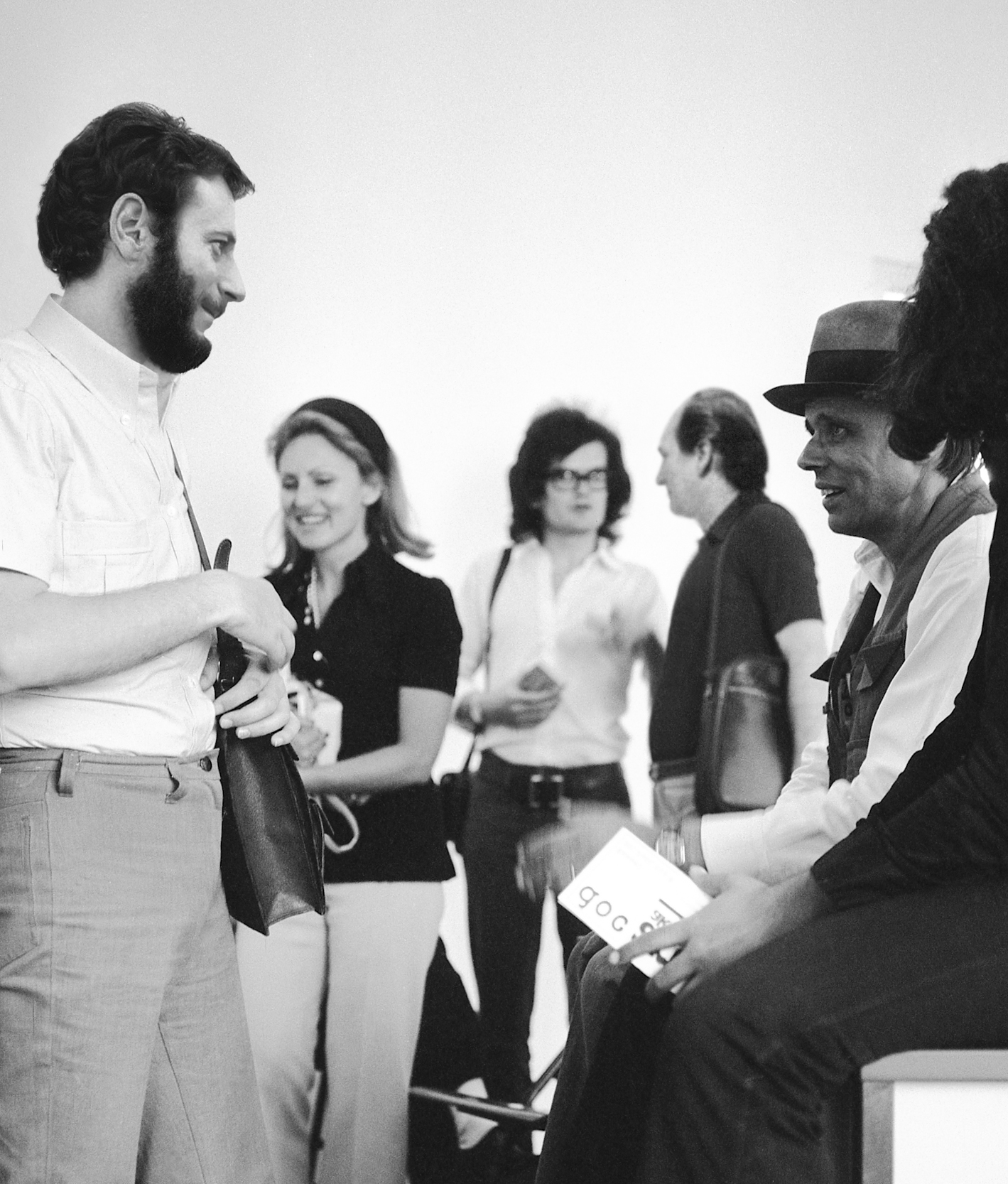
Umberto Mariani, Joseph Beuys, Jean-Pierre Van Tieghem à la Documenta 5 en 1972 à Cassel.

Umberto Mariani (né le 16 novembre 1936 à Milan) est un artiste italien. Son travail est d'abord lié au pop art dans les années 1960 et 1970 puis au spatialisme et à l'Arte povera. 

## Biographie
Né à Milan, Umberto Mariani fait ses études d'arts plastiques à la prestigieuse Accademia de Brera, où il devient l'assistant de son maître, Achille Funi. Intéressé dès les débuts de sa carrière par l'univers de la mode et du textile, Mariani peint d'abord des tableaux stylisés dans des couleurs pop représentants des bottes, des gants, des coussins articulés à des parties de corps humains dans des positions apprêtées, le tout se détachant théâtralement sur des fonds vivement colorés. 
Dans ces peintures, il s'intéresse notamment au travail pictural du rendu du cuir, de son modelé et de ses reflets, ce qui annonce sa phase suivante : à partir de 1974, il se consacre au rendu des plis des drapés en créant des trompe l’œil minimalistes d'où émergent des lettres : c'est la série de l'Alphabet aphone. En 1990, changeant de technique, il passe au relief en mettant au point des œuvres en plomb sablé puis peint qui imitent des tissus plissés. Elles explorent les interactions entre lumière et ombre et l'occupation de l'espace, dans une esthétique minimale et élégante, selon le principe du monochrome. 
En 1972, il participe aux côtés de Joseph Beuys à la célèbre Documenta 5 organisée par Harald Szeemann à Cassel. En 1974, il est exposé au Musée d'art moderne de la Ville de Paris, aux côtés de trois autres peintres de la scène milanaise (Spadari, Baratella et De Filippi). Son travail est à nouveau exposé aux côtés de ces artistes - et bien d'autres - lors de l'exposition Mythologies quotidiennes 2, organisée par Gérald Gassiot-Talabot en 1977 au Musée d'art moderne de la Ville de Paris. L'année précédente le critique français avait consacré un ouvrage à l'art de Mariani.
Au fil des années, le travail d'Umberto Mariani a été exposé dans de nombreuses institutions comme le Palais des Beaux-Arts à Bruxelles, le Musée d'Art Moderne de la Ville de Paris, le Musée d ́Art Contemporain de Montréal, le Palais Royal de Milan ou encore la Galleria Nazionale d'Arte Moderna à Rome. En 2011, une rétrospective en cinquante œuvres baptisée Le vesti di Saturno est organisée au Palais Medici-Riccardi à Florence. En 2013, une grande rétrospective de son œuvre est organisée par les musées de Reggio d'Émilie. Son travail a récemment bénéficié d'une autre rétrospective à la Fondation Mudima à Milan (fin 2016) et d'une exposition au Musée de l'Ermitage à Saint-Pétersbourg en 2019. En 2016, Mariani est invité à présenter ses œuvres aux côtés des créations du styliste italien Roberto Capucci à la Fondation Capucci de Florence.
Toujours actif, en 2022, Mariani crée une installation dans l'église des Carmini à Venise dans le cadre de la Biennale d'art 2022. Il avait déjà participé à la Biennale de Venise en 2007, où à l'occasion de la 52e édition, il avait été invité par Lucrezia De Domizio à participer à l'évènement Joseph Beuys - Difesa della Natura.
Plusieurs musées et fondations détiennent des œuvres de Mariani, notamment la Galerie nationale d'Art moderne et contemporain à Rome, le Museo del Novecento et les Gallerie d'Italia à Milan, la Fondation VAF à Francfort ou encore le Musée d'art moderne de Tampere.

## Principales expositions
- 1969 - Salon de la jeune peinture, Paris.
- 1973 - Exposition collective « Quatre peintres et une ville : Milan. Baratella, De Filippi, Mariani et Spadari », Palais des Beaux-Arts de Bruxelles.
- 1974 - Exposition collective « Quatre peintres et une ville : Milan. Baratella, De Filippi, Mariani et Spadari », Musée d’Art Moderne de la Ville de Paris.
- 1977 - Exposition collective « Mythologies quotidiennes », Musée d’Art Moderne de la Ville de Paris.
- 1977 - Salon de Mai, Paris.
- 1979 - Exposition collective « Testuale : parole e immagini », Rotonde de Besana, Milan.
- 1981 - Exposition collective « Het verhaal de illusie, de symbolen », Internationaal Cultureel Centrum di Anversa, Belgique.
- 1982 - Exposition collective « Verum Factum », Galleria Dossi di Bergamo, Italie
- 1988 - Exposition « Textilia », Côme, Italie.
- 1989 - Exposition « Pagine d’artista », Bibliothèque Nationale de Florence, Italie.
- 1989 - Exposition « Contemporary Art Exhibition », Musée des Arts Modernes de Taipei, Taiwan.
- 2004 - Exposition collective « Skulptur und Malerei. Dialog mit Afrikanischer Kunst », La Galerie Malichin, Baden-Baden, Allemagne.
- 2007 - Biennale d'art de Venise, Venise
- 2010 - « In difesa della natura », Fourth Free International Forum, Bolognano.
- 2010 - Exposition collective « Il grande gioco. Forme d’arte in Italia 1947-1989 », Rotonde de Besana, Milan.
- 2011 - Exposition collective « In principio... Origine e inizio dell’universo », Université catholique de Milan, Italie.
- 2011 - Exposition collective « Arte italiana del dopoguerra », MART de Trento et Rovereto, Italie.
- 2013 - Exposition collective « 1966-1976. Milano e gli anni della grande speranza », pour la Fondation Roberto Franceschi, Université Bocconi, Milan.
- 2013 - Exposition collective « Universe of the Abstract Masters », Opera Gallery, Singapour.
- 2016 - Fondation Roberto Capucci, Florence
- 2016-2017 - Fondation Mudima, Milan
- 2019 - Musée de l'Ermitage, Saint-Pétersbourg
- 2022 - Biennale d'art de Venise, Venise
- 2023 - Exposition collective « Milan-Paris : au cœur du Pop italien », Galerie T&L, Paris
- 2023 - Exposition « Umberto Mariani : Pop, mode et formes cachées », Galerie T&L, Paris